# Prairie City (Oregon)
Prairie City è una città degli Stati Uniti d'America situata nell'Oregon, nella Contea di Grant.